# 平山未夢
平山 未夢（ひらやま みゆ、1998年10月17日 - ）は、信越放送 (SBC) のアナウンサー。

## 来歴
愛知県安城市出身。愛知県立西尾高等学校、早稲田大学人間科学部人間情報科学科卒業。高校時代は大手系列の芸能事務所に所属し、フォトモデルとしても活動していた。
2022年春に信越放送に入社し、同期の佐々木一朗、元さくらんぼテレビ (SAY) アナウンサーの古畑あずみとともに同局のアナウンサーになる。信越放送のみで放送のローカル番組以外にも出演することがあり、2023年8月15日にBS-TBSで放送された『4K生中継！第75回諏訪湖祭湖上花火大会』ではMCを務めた。
2024年9月7日に行われた明治安田J3リーグ第27節・松本山雅FC vs 大宮アルディージャ（サンプロ アルウィン）で、信越放送が制作するJリーグ公式映像で実況を担当した。公式映像によるJリーグ中継 (DAZN) で女性アナウンサーが実況を担当するのはこれが初めてとのこと。
2025年3月8日の毎日新聞における国際女性デーの記事にて、平山のJリーグの実況について取り上げられた。その中で、実年齢が26歳(1998年生まれ)であることが明らかになった。

## 人物
- 父は島原商高時代に全国高校サッカー選手権を制した経験を持つアマチュアサッカー選手で、弟もサッカー一筋というサッカー一家に育ったが、本人は親の意に反してバレエや競技ダンスに打ち込み、サッカーを敢えて避ける生活を送っていたとのこと[3]。
- 大学時代にワーキング・ホリデーを利用し、1年間休学してアイルランドへ渡っていた。その時の体験を機にサスティナビリティに関心を持つようになり、日本へ戻ってからもSDGs（持続可能な開発目標）関連の学生団体を自ら立ち上げて活動していた[2]。信越放送に入社してからも、長野県内の企業各社からSDGs達成についての話を聞き出すラジオ番組『平山未夢のSDGsと〜く』を担当している[8]。
- 就職活動時には大手外資系の戦略コンサルタント会社から内定をもらっていたが、その後見つけた信越放送のアナウンサー職の求人に応募し、大学卒業の2か月前に内定を得た[3]。

## 担当番組

### テレビ番組
- ずくだせテレビ[1]
- SBCスペシャル[1]
- Jリーグ実況 - 地上波放送のみならずDAZN・Leminoなどインターネット配信のみの試合実況も担当。基本的には松本山雅FCのホームゲーム実況担当だが、2025年5月6日には放送管轄地域外の金沢ゴーゴーカレースタジアム（石川県金沢市）で開催されたJ3リーグ・ツエーゲン金沢対ギラヴァンツ北九州戦（DAZN・Leminoのみ）の実況も担当。

### ラジオ番組
- Mixxxxx+ - 木曜リポーター[9]（2025年3月28日まで[10]）
- 平山未夢のSDGsと〜く